# Mandele
Mandele es una localidad de Santa Lucía, que forma parte del distrito de Dennery.